# Laméovy koeficienty (křivočaré souřadnice)
Laméovy koeficienty (též Lamého koeficienty) jsou v matematice výrazy, které udávají vztah mezi i-tým bázovým vektorem {\displaystyle {\vec {{\boldsymbol {e}}_{i}}}} a derivací podle i-té souřadnice {\displaystyle \partial {\vec {\boldsymbol {x}}}/\partial {q_{i}}}. Vyskytují se ve vzorcích pro výpočet gradientu, divergence a rotace v jiných než kartézských souřadnicích (např. křivočarých). V případě ortogonálních souřadnic jsou vektory derivace podle souřadnice {\displaystyle \partial {\vec {\boldsymbol {x}}}/\partial {q_{i}}} a gradient souřadnice {\displaystyle {\vec {\nabla }}q_{i}} rovnoběžné a podíl jejich délek je kvadrát odpovídajícího Lamého koeficientu. Jsou pojmenovány po Gabrielu Laméovi.

## Definice
Mějme n-rozměrný afinní prostor {\displaystyle V} (tedy například trojrozměrný euklidovský prostor) a na něm zavedené souřadnice {\displaystyle q_{i}}. Dokážeme tedy vyjádřit zobrazení {\displaystyle X(q_{1},...q_{n})}, které n-tici souřadnic přiřadí jim odpovídající bod z {\displaystyle V}. Je-li toto zobrazení diferencovatelné, Lamého koeficienty {\displaystyle h_{1}} až {\displaystyle h_{n}} definujeme jako:
{\displaystyle h_{i}(q_{1},...q_{n})={\begin{Vmatrix}{\dfrac {\partial X}{\partial q_{i}}}(q_{1},...q_{n})\end{Vmatrix}}}
Každý Lamého koeficient je tedy vlastně skalární pole. Protože závislost na konkrétních souřadnicích je zřejmá z definice, je zvykem místo {\displaystyle h_{i}(q_{1},...q_{n})} psát pouze {\displaystyle h_{i}}.
Protože se bázové vektory {\displaystyle {\vec {{\boldsymbol {e}}_{i}}}} definují jako jednotkové vektory ve směru {\displaystyle \partial X/\partial {q_{i}}}, platí:
{\displaystyle {\frac {\partial X}{\partial q_{i}}}={\begin{Vmatrix}{\dfrac {\partial X}{\partial q_{i}}}\end{Vmatrix}}\;{\vec {e_{i}}}=h_{i}{\vec {e_{i}}}} 
Jsou-li souřadnice {\displaystyle q_{i}} navíc ortogonální, tedy platí-li {\displaystyle {\vec {e_{i}}}\perp {\vec {e_{j}}}} pro každé {\displaystyle i\neq j} (zde nám již nestačí afinní prostor, potřebujeme unitární prostor se skalárním součinem), potom navíc platí:
{\displaystyle {\vec {\nabla }}q_{i}={\frac {1}{h_{i}}}{\vec {e_{i}}},\;\;\;\;\;{\frac {\partial {\vec {x}}}{\partial q_{i}}}={(h_{i})}^{2}\;{\vec {\nabla }}q_{i}} 
kde {\displaystyle {\vec {x}}} je polohový vektor v kartézských souřadnicích a předpokládáme, že {\displaystyle {\vec {x}}={\vec {x}}(q_{1},...q_{n})} a {\displaystyle q_{i}=q_{i}({\vec {x}})}.